# Maswa (huyện)
Maswa là một huyện thuộc vùng Shinyanga, Tanzania. Thủ phủ của huyện Maswa đóng tại Nyalikungu. Huyện Maswa có diện tích 2736 ki lô mét vuông. Đến thời điểm điều tra dân số ngày 25 tháng 8 năm 2002, huyện Maswa có dân số 304402 người.